# Roger Kingdom
Roger Kingdom (Vienna, Geórgia, 26 de agosto de 1962) é um antigo atleta norte-americano que foi, por duas vezes, campeão olímpico de 110 metros com barreiras. Foi recordista mundial desta especialidade entre 1989 e 1993.

## Carreira
Experimentou o salto em altura e o lançamento do disco durante os seus anos de formação, ao mesmo tempo que era um notável jogador de futebol americano. Frequentou a Universidade de Pittsburgh, usufruindo originalmente de uma bolsa devido ao futebol. Porém, rapidamente passou para a equipa escolar de atletismo, vencendo os 110 metros com barreiras dos campeonatos nacionais da NCAA em 1983. Nesse mesmo ano ganhou a sua primeira competição internacional, nos Jogos Pan-Americanos de 1983 disputados em Caracas.
Seleccionado para os Jogos Olímpicos de 1984 em Los Angeles, criou sensação na semifinal ao igualar o velho recorde olímpico de Rod Milburn, fazendo 13.24 s. Na final, face ao seu compatriota Greg Foster, o principal favorito da prova,  Kingdom consegue ganhar vantagem nos últimos metros e vencer por escassos três centésimos em 13.20 s. Em 1985, Roger Kingdom realiza a melhor marca do ano com 13.14s, mas uma lesão no joelho, contraída num desafio de futebol, obriga-o a afastar-se das pistas durante vários meses. Em consequência, as duas temporadas seguintes são penosas, ficando longe das marcas alcançadas na época de 1984.
Regressa à sua melhor forma física em 1988, vencendo toas as 25 corridas em que participa. Logo no meeting de Sestriere, disputado em altitude, baixa pela primeira vez dos 13 segundos, fazendo 12.97 s. Em setembro consegue o segundo título em 110 m com barreiras, nos Jogos de Seul, com o tempo de 12.98 s, 30 centésimos melhor que o segundo classificado, o britânico Colin Jackson. Nesse ano, obtém oito das dez melhores marcas mundiais da temporada.
Demora mais tempo a encontrar o seu pico de forma na época de 1989, mas consegue atingi-lo a tempo de quebrar, no meeting de Zurique realizado no dia 16 de agosto, o recorde mundial de Renaldo Nehemiah, com o tempo de 12.92s. Alguns dias mais tarde, na Taça do Mundo de Barcelona, consegue 12.87 s, mas o vento anti-regulamentar de 2.5 m/s impede que a marca seja homologada. Entretanto, uma nova operação ao joelho faz com que a sua carreira comece a entrar em declínio, não conseguindo apuramento para os Jogos Olímpicos de 1992 em Atlanta.
Reside atualmente em Monroeville, nos subúrbios de Pittsburgh.